# Marguerite Louise d'Orléans
Marguerite Louise d'Orléans (28 iulie 1645 – 17 septembrie 1721) a fost Mare Ducesă de Toscana ca soție a lui Cosimo al III-lea de' Medici, Mare Duce de Toscana. Lipsită de iubitul ei, Carol al V-lea de Lorena, Marguerite Louise și-a disprețuit soțul și familia acestuia, cu care se certa deseori suspectându-i că încercă s-o otrăvească.

## Primii ani: 1645-1661

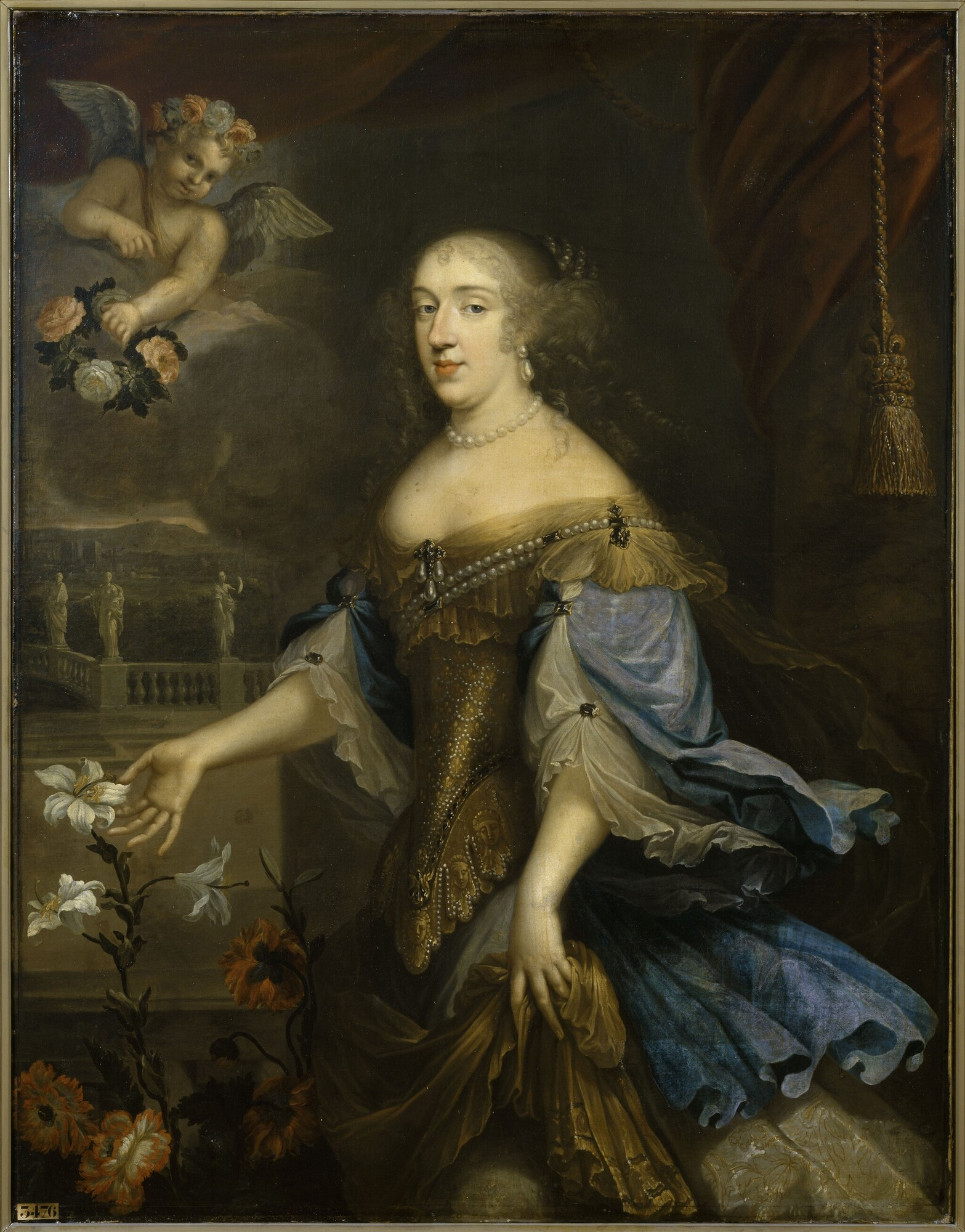
Sora favorită a Margueritei Louise, Ducesa de Montpensier.

Marguerite Louise, cel mai mare copil al lui Gaston al Franței, Duce de Orléans și al celei de-a doua soții, Marguerite de Lorena, s-a născut la 18 iulie 1645  la Castelul Blois.
Marguerite Louise a primit o educație rudimentară la curtea tatălui ei la Blois, unde s-a retras după eșecul insurecției împotriva nepotului său Ludovic al XIV-lea al Franței, Fronda. Marguerite Louise a avut o relație apropiată cu sora sa vitregă, Anne Marie Louise, Ducesă de Montpensier, La Grande Mademoiselle, care o lua pe ea și pe prietenele ei la teatru și la baluri regale;
Marguerite Louise a crezut că Madame de Choisy a sfătuit-o prost pe mama ei și a ruinat negocierile de căsătorie cu Carol Emmanuel al II-lea, Duce de Savoia. Prin urmare, atunci când o altă propunere a venit, de data aceasta de la Cosimo de' Medici, Mare Prinț de Toscana, în 1658, Marguerite Louise a vorbit cu sora ei vitregă pentru a se asigura de reușită. Sora ei mai mică, Françoise Madeleine d'Orléans s-a căsătorit cu Carol Emmanuel II în 1663.
Inițial bucuroasă în fața perspectivei de a se căsători, exuberanța Margueritei Louise s-a stins atunci când a descoperit că sora ei vitregă nu a mai favorizat căsătoria toscană așa cum a făcut înainte. După această răsturnare, comportamentul Margueritei Louise a devenit neregulat: a șocat curtea ieșind neînsoțită, o infracțiune gravă în societatea franceză de atunci, cu vărul ei Prințul Carol de Lorena, care în curând a devenit iubitul ei. Căsătoria ei prin procură, la 19 aprilie 1661, nu a făcut nimic pentru a schimba atitudinea ei, spre marea nemulțumire a miniștrilor lui Ludovic al XIV-lea.